# Wiewiec
Wiewiec – wieś w Polsce, położona w województwie łódzkim, w powiecie pajęczańskim, w gminie Strzelce Wielkie.
| SIMC    | Nazwa              | Rodzaj    |
| ------- | ------------------ | --------- |
| 0146005 | Górki              | część wsi |
| 0146011 | Kontrewers         | część wsi |
| 0146028 | Wiewiec Poduchowny | część wsi |

W latach 1975–1998 wieś administracyjnie należała do województwa częstochowskiego.